# Who Is It
Who Is It – czwarty singel Michaela Jacksona z albumu Dangerous. Utwór dotarł do 14 miejsca na liście Billboard Hot 100.

## Lista utworów

### UK single
1. „Who Is It” (The Most Patient Mix) – 7:44
2. „Who Is It” (IHS Mix) – 7:58
3. „Don’t Stop ’Til You Get Enough” (Roger's Underground solution mix) – 6:22

### UK 7” single
1. „Who Is It” (Single Edit)
2. „Rock with You” (Master's At Work Remix)

### U.S. single
1. „Who Is It” (Oprah Winfrey Special Intro) – 4:00
2. „Who Is It” (Patience Edit) – 4:01
3. „Who Is It” (House 7”) – 3:55
4. „Who Is It” (Brothers in Rhythm House Mix) – 7:13
5. „Beat It” (Moby's Sub Mix) – 6:11

## Mixes
1. Album version
2. 7” Edit
3. 7” Edit with Intro
4. IHS Mix
5. P-Man Dub
6. Tribal Version
7. Lakeside Dub
8. Moby's Raw Mercy Dub
9. Patience Mix
10. Patience Edit
11. Patience Beats
12. The Most Patient Mix
13. Brothers Cool Dub
14. Brothers In Rhythm House Mix
15. House 7”
16. Brotherly Dub
17. The Oprah Winfrey Special Intro
18. Phenom's Mix